# Radiotelevizija Sarajevo
Radiotelevizija Sarajevo byla jedna z osmi centrál tehdejší soustavy rádiového a televizního veřejnoprávního vysílání v SFRJ. Kanály RTSA sloužily hlavně jako média veřejné služby pro republiku Bosnu a Hercegovinu. Od 60. let sídlila organizace v Sarajevu.
Během konce války, 10. dubna 1945 začalo vysílat Radio-Sarajevo; poprvé do éteru promluvil jeho technik Đorđe Lukić Cige se slovy "Ovdje Radio Sarajevo! Smrt fašizmu - sloboda narodu" (Tady Rádio Sarajevo! Smrt fašismu - svoboda národu). V roce 1969 se přidalo k rádiu i televizní vysílání. Obě média se staly znakem jisté autonomie a svéprávnosti Bosny a Hercegoviny v rámci jugoslávské federace.
Od roku 1992 se RTSA stalo celostátní službou v nově nezávislé zemi; název se změnil na „Radiotelevizija Bosne i Hercegovine“ (RTVBiH). V současné době funguje veřejnoprávní televize a rozhlas v Bosně a Hercegovině pod názvem Javni radiotelevizijski servis Bosne i Hercegovine (anglicky Public broadcasting service of Bosnia and Herzegovina, zkratka je PBSBiH). Současná média jsou již členy Eurovize a spolupracují s dalšími stanicemi, jak v Evropské unii, tak i dalších zemích.